# Секреньеши, Аттила
А́ттила Се́креньеши (венг. Attila Szekrényessy; 20 января 1913 года, Будапешт, Венгрия — 21 января 1995 года, Дьёндьёш, Венгрия) — фигурист из Венгрии, бронзовый призёр чемпионатов Европы 1936 и 1937 годов, шестикратный чемпион Венгрии в парном катании. В 1936 году в сложнейшей борьбе на Олимпийских играх уступили бронзовые медали своим товарищам по команде.
Выступал в паре со своей сестрой Пирошкой Секреньеши.

## Спортивные достижения

### Пары
| Соревнования/Сезоны | 1935 | 1936 | 1937 | 1938 | 1939 | 1940 | 1941 | 1942 | 1943 |
| ------------------- | ---- | ---- | ---- | ---- | ---- | ---- | ---- | ---- | ---- |
| Зимние Олимпиады    |      | 4    |      |      |      |      |      |      |      |
| Чемпионаты мира     | 4    |      | 4    | 5    | 4    |      |      |      |      |
| Чемпионаты Европы   |      | 3    | 3    | 4    |      |      |      |      |      |
| Чемпионаты Венгрии  |      |      | 1    | 1    | 1    |      | 1    | 1    | 1    |